# 烏彭巴國家公園
烏彭巴國家公園（Upemba National Park）位於剛果民主共和國加丹加省，面積11,730平方公里。
烏彭巴國家公園在1939年成立，園內有多個村落。動植物種類高達1,800種，有些品種在2003年才發現。